# Westchester County Center
 (octobre 2016).
Si vous disposez d'ouvrages ou d'articles de référence ou si vous connaissez des sites web de qualité traitant du thème abordé ici, merci de compléter l'article en donnant les références utiles à sa vérifiabilité et en les liant à la section « Notes et références ».
Le Westchester County Center est une salle omnisports située à White Plains (New York), Comté de Westchester, accueillant divers concerts et événements sportifs locaux. Sa capacité est de 5 000 places.

## Histoire
La salle a été conçue en 1924 par le cabinet d'architecture new-yorkais Walker & Gillette  dans le but de devenir un complexe sportif et culturel majeur du Comté et de la région. Son style et sa décoration appartiennent au mouvement Art déco. Le coût de  sa construction est évalué à 785 000 $, et sa rénovation de 1988 à environ $16 millions.
Depuis 80 ans, le Westchester County Center est le principal complexe du Comté éponyme, accueillant aussi bien événements sportifs, concerts, salons professionnels, conférences, séminaires, représentations théâtrales... Depuis 2014, le complexe abrite le parquet des Knicks de Westchester, évoluant en NBA Development League.
Le week-end du 22 mai 1930 un gala d'inauguration fut organisé, attirant des milliers d'habitants du Comté venus assister aux performances d'éminents artistes tels le pianiste Percy Grainger , le ténor du Metropolitan Opera Company Edward Johnson, l'organiste Palmer Christian, et plus de 1500 choristes locaux. Dans les années qui suivirent, les spectateurs ont pu assister aux performances de grands noms de la chanson comme Judy Garland, Liza Minnelli, Joan Sutherland, James Brown, Kenny Rogers, Janis Joplin ou encore John Sebastian. Sur le plan sportif, le complexe a déjà accueilli les Harlem Globetrotters, des événements de la World Wrestling Entertainment, ainsi que le Royal Hanneford Circus.
Depuis 2018, la salle accueille l'équipe WNBA du Liberty de New York avec une jauge fixée pour 2018 à 2 319 places très inférieure aux 9 000 spectateurs allégués précédemment au Madison Square Garden, mais qui incluaient de nombreux entrées gratuites alors que les coûts de fonctionnement de la salle étaient vingt fois supérieurs. 

## Événements notables
- Le gala d'inauguration fut organisé lors du week-end du 22 mai 1930, avec Percy Grainger.
- La première édition du Westchester Music Festival y eut lieu au mois de juillet 1930[2].
- Le Gouverneur  Herbert H. Lehman finit sa campagne par un discours prononcé lors d'un rassemblement du parti travailliste américain en 1936.
- Plus de 400 combats de boxe y ont eu lieu selon la base de données boxrec.
- Depuis la rentrée 2014, les Knicks de Westchester, équipe réserve des Knicks de New York évoluant en D-League, y ont élu résidence.